# بم‌بم
کانپیموک فوواکول (تای: กันต์พิมุกต์ ภูวกุล؛ انگلیسی: Kunpimook Bhuwakul، زادهٔ ۲ مه ۱۹۹۷) که با نام مستعار بم‌بم (کره‌ای: 뱀뱀; تایلندی: แบมแบม) شناخته می‌شود، خواننده و رپر تایلندی ساکن در کره جنوبی و یکی از اعضای گروه پسرانهٔ گات‌سون است.

## ترانه‌شناسی

### آلبوم‌های چندآهنگه
| عنوان | جزئیات | بالاترین موقعیت جدول | فروش‌ها                           |
| عنوان | جزئیات | کره جنوبی            | فروش‌ها                           |
| ----- | --- | -------------------- | -------------------------------- |
| ریبون | - انتشار: ۱۵ ژوئن ۲۰۲۱ - ناشر: آبیس کمپانی - قالب: سی‌دی، دانلود دیجیتال، استریم | ۲                    | - کره جنوبی: ۱۳۴٬۸۴۵ چین: ۱۸٬۷۸۵ |
| بی    | - انتشار: ۱۸ ژانویه ۲۰۲۲ - ناشر: آبیس کمپانی - قالب: سی‌دی، دانلود دیجیتال، استریم فهرست قطعات 1. Intro (Satellites) 2. Who Are You (با همکاری سول گی از گروه رد ولوت) 3. Slow Mo 4. Subliminal 5. Let Me Love You 6. Ride or Die | ۵                    | - کره جنوبی: ۱۰۰٬۴۶۸             |

## فیلم‌شناسی

### فیلم
| سال  | عنوان           | نقش            | توضیحات            | منابع |
| ---- | --------------- | -------------- | ------------------ | ----- |
| ۲۰۱۲ | پری داستان قاتل | پسر ونگ وای‌هان | فیلم هنگ کنگی      |       |
| ۲۰۱۶ | معبد            | بم‌بم           | فیلم کوتاه تایلندی | [ ۶ ] |

### مجموعه تلویزیونی
| سال  | عنوان       | نقش                | توضیحات                                           | منابع |
| ---- | ----------- | ------------------ | ------------------------------------------------- | ----- |
| ۲۰۱۵ | دریم نایت   | خودش               | درام آنلاین کره‌ای-چینی توسط جی‌وای‌پی‌ئی و یوکو تودو |       |
| ۲۰۱۶ | حسادت آشکار | پسر در بار تایلندی | حضور افتخاری (قسمت ۱)                             | [ ۷ ] |

### برنامه تلویزیونی
| سال  | عنوان                      | نقش               | توضیحات                                              | منابع  |
| ---- | -------------------------- | ----------------- | ---------------------------------------------------- | ------ |
| ۲۰۱۳ | وین: هو ایز نکست           | شرکت کننده        | نبرد رپ و رقص (قسمت ۴)                               | [ ۸ ]  |
| ۲۰۱۵ | معلم جوان من               | عضو گروه بازیگران |                                                      |        |
| ۲۰۱۵ | بم‌مین تی‌وی                 | میزبان            | به همراه پارک جی مین، ۱۲ قسمت                        |        |
| ۲۰۱۶ | مردان واقعی                | عضو گروه بازیگران | همراه جکسون از گات‌سون                                |        |
| ۲۰۱۷ | می‌تونم صداتو ببینم تایلند  | عضو گروه بازیگران | همراه مارک، یونگ‌جه، یوگیوم، جین‌یونگ و جی‌بی از گات‌سون |        |
| ۲۰۱۷ | می‌تونم صداتو ببینم تایلند  | عضو گروه بازیگران | همراه مارک، یونگ‌جه و یوگیوم از گات‌سون                |        |
| ۲۰۱۹ | Got7 Real Thai             | عضو گروه بازیگران | همراه مارک، یونگ‌جه و جین‌یونگ از گات‌سون               | [ ۹ ]  |
| ۲۰۲۲ | روستایی: در جزیرهٔ مخفی     | عضو گروه بازیگران |                                                      | [ ۱۰ ] |
| ۲۰۲۲ | هفت ستاره                  | منتور             | برنامه ادیشن تایلندی                                 | [ ۱۱ ] |
| ۲۰۲۲ | ترنزیت لاو ۲               | پنلیست            | قسمت ۱۰–۲۰                                           | [ ۱۲ ] |
| ۲۰۲۳ | استاد در خانه              | عضو گروه بازیگران | قسمت ۲۳۹–۲۵۴                                         | [ ۱۳ ] |
| ۲۰۲۳ | Business Genius Baeksajang | عضو گروه بازیگران |                                                      | [ ۱۴ ] |
| ۲۰۲۴ | عاشقانه خواهر و برادری من  | پنلیست            |                                                      | [ ۱۵ ] |